# Conus incarnatus
Conus incarnatus é uma espécie de gastrópode do gênero Conus, pertencente a família Conidae.